# Район имени Т. Рыскулова
Район имени Т. Рыскулова 
(каз. Рысқұлов ауданы) — административная единица на юге Казахстана в Жамбылской области.
Административный центр — село Кулан.

## История
Указом Президиума Верховного Совета Каз. СССР от 4 марта 1938 года Луговской район был отделён от Меркенского района.
В то время действовали 27 колхозов и 2 совхоза. Они были объединены в 10 аульных округов.
Первоначально земельных сельхозугодий было 8 2662 гектара. Зерновые располагались на площади 13 464 гектаров, свёкла — на 960 гектарах и на 1550 гектарах — хлопок. В советское время зерновые увеличились до 130 тысяч гектаров.
В 1954 году в степях Абулкаира и Корагаты были созданы три целинных совхоза. И сегодняшние корпорация «Подгорный», ТОО «Корагаты» и «Ақбұлақ» были также организованы силами первоцелинников.
Район гордится своим трудовым народом, среди которых 21 Герой Социалистического Труда.
За 70 лет район достиг немалых высот в развитии экономики, в повышении благосостояния народа.
В разные времена районом руководили С. Н. Иткии, Д. Абубакиров, Е. Кашаганов, Р. Медеулов, С. Аккозиев, В. Кравчук, А. Исак, Т. Мусралиев, С. Амрекулов, С. Садыков и многие другие.
Указом Президиума РК от 11 марта 1999 года Луговской район Жамбылской области был переименован в район Т. Рыскулова.
На территории района, подчинённых 15 аульным округам, расположены 44 населённых пункта. Общая площадь территории 9,1 тыс. км².
За 20 лет независимости показатели в экономике, социальной и других сферах значительно улучшились и укрепились. Это в образовании, здравоохранении, спорте.
Сегодня в районе работает 54 учебных заведений, профессиональный лицей, дом культуры, 19 клубов, 35 массовых библиотек, 34 медучреждений, 1 музей.
Хорошие позитивы есть в области культуры, искусства и спорта. Древняя земля Кулана богата своими талантами, писателями, артистами, спортсменами, а также знаменитыми докторами наук и профессорами. Это Сейитхан Жошыбаев, Есенбай Альпеисов, Р.Еркинбаев, Нурлан Темирбеков. Олимпийские чемпионы Сиднея Ермахан Ибраимов, серебряный призёр Ислам Байрамуков, певцы — Досымжан Танатаров, Гульмира Акурпекова, Гульнур Омирбаева, Тахмина Ашимбекова, актеры — Бакытжан Альпеисов,    
Знаменит на весь мир чемпион Римской Олимпиады, скакун Абсент с Луговского конного завода.

## Административное устройство
1. Куланский сельский округ
2. Абайский сельский округ
3. Акыртобинский сельский округ
4. Жанатурмысский сельский округ
5. Каракыстакский сельский округ
6. Кокдоненский сельский округ
7. Корагатинский сельский округ
8. Когершинский сельский округ
9. Кайындинский сельский округ
10. Кумарыкский сельский округ
11. Акбулакский сельский округ
12. Луговской сельский округ
13. Акниетский сельский округ
14. Орнекский сельский округ
15. Теренозекский сельский округ

## Национальный состав[4]
| национальность | человек | %     |
| -------------- | ------- | ----- |
| казахи         | 59 434  | 92,1  |
| русские        | 2 662   | 4,12  |
| киргизы        | 645     | 1     |
| татары         | 426     | 0,66  |
| узбеки         | 362     | 0,56  |
| немцы          | 168     | 0,26  |
| чеченцы        | 147     | 0,23  |
| уйгуры         | 132     | 0,2   |
| украинцы       | 116     | 0,18  |
| корейцы        | 50      | 0,077 |
| турки          | 42      | 0,065 |
| греки          | 29      | 0,045 |
| дунгане        | 27      | 0,042 |
| азербайджанцы  | 19      | 0,029 |
| белорусы       | 19      | 0,029 |
| таджики        | 10      | 0,015 |
| курды          | 2       | 0,003 |
| другие         | 222     | 0,34  |
| итого:         | 64 512  | 100   |

## Акимы
- Нуралиев Абдалы Токбергенович с 2007 по 2012 годы
- Крыкбаев Аскар Санатович с 2017 по 2019 годы
- Садыркулов Ерболат с 2019 по 2022 годы
- Есиркепов Ернар Серикалиевич с 2022

## Достопримечательности
На территории района находится памятник истории и культуры республиканского значения — городище Кулан (VI — начало XIII века), а также объект Всемирного наследия ЮНЕСКО — городище Акыртас.
Среди памятников градостроительства, архитектуры и археологии местного значения — памятник воинам-землякам, памятник коню Абсенту, памятник неизвестному солдату, курганные могильники железного века, культовое сооружение VII-XII вв., караван-сарай «Ак сарай», городище Орнек, наскальные изображения.

## Почётные граждане

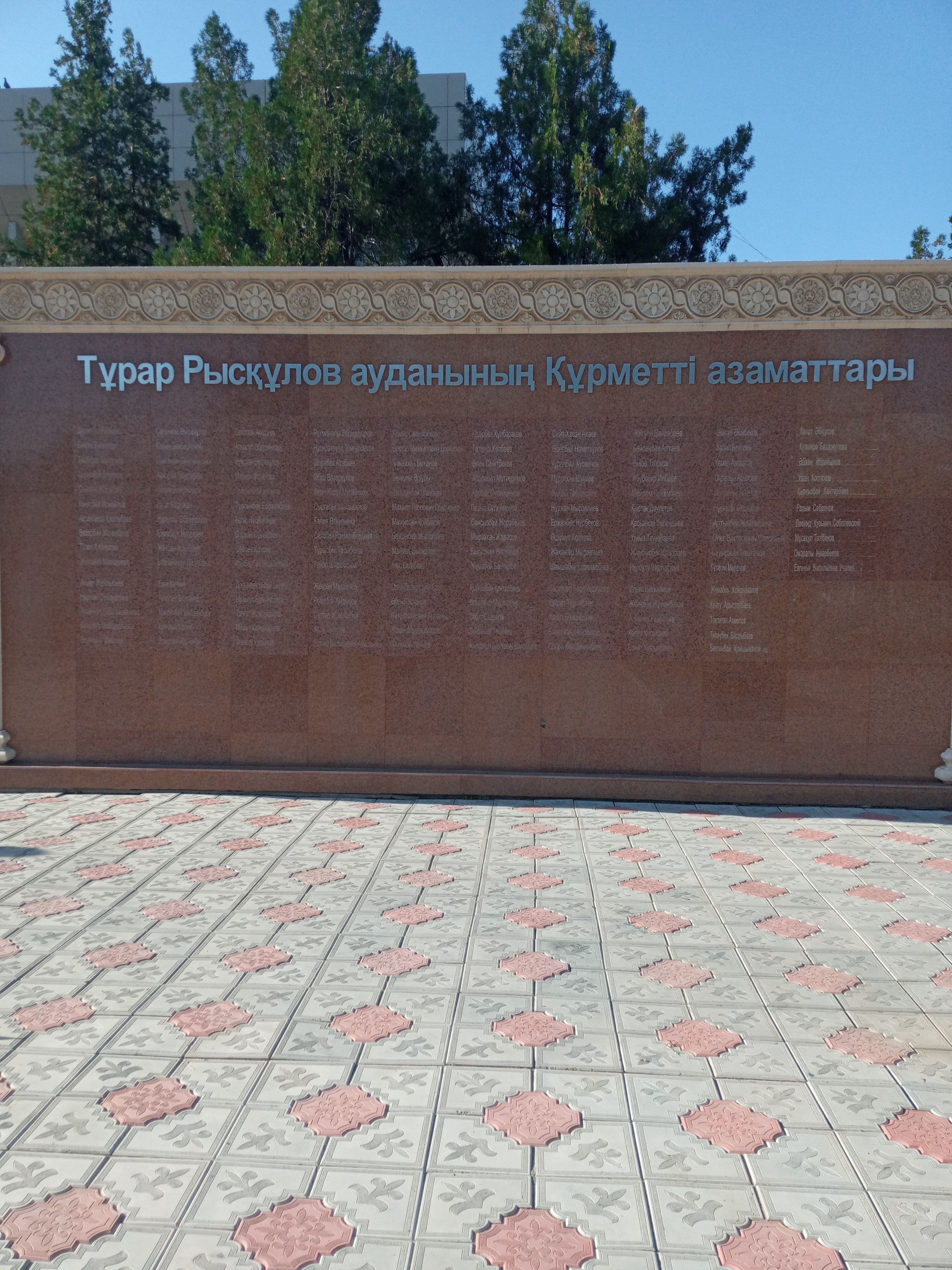
Список